# レイニーデイ・イン・ニューヨーク
『レイニーデイ・イン・ニューヨーク』（A Rainy Day in New York）は、2019年のアメリカ合衆国のロマンティック・コメディ映画。脚本・監督はウディ・アレン、出演はティモシー・シャラメ、エル・ファニング、セレーナ・ゴメス、ジュード・ロウ、ディエゴ・ルナ、リーヴ・シュレイバーなど。
ギャツビー（シャラメ）とアシュリー（ファニング）という2人の若い大学生が、週末に故郷のニューヨークを訪れた際の恋愛模様を描く。

## ストーリー
大学生カップルのギャツビーとアシュレーは、アシュレーが著名な映画監督にインタビューをするためにマンハッタンに行くことになったのをきっかけに、週末をニューヨークで過ごすことを計画していた。だが、その計画は悪天候などにより崩れだし、事態は思わぬ方向へ転がっていく。

## キャスト
- ギャツビー・ウェルズ: ティモシー・シャラメ - 大学生。ギャンブラー。
- アシュレー・エンライト: エル・ファニング - ギャツビーの恋人。ジャーナリスト志望。
- チャン・ティレル: セレーナ・ゴメス - ギャツビーの元カノの妹。
- テッド・ダヴィドフ: ジュード・ロウ - 脚本家。
- フランシスコ・ヴェガ: ディエゴ・ルナ - スター俳優。
- ローランド・ポラード: リーヴ・シュレイバー - 映画監督。
- リリー: アナリー・アシュフォード（英語版） - ギャツビーの兄ハンターの婚約者。
- コニー・ダヴィドフ: レベッカ・ホール - テッドの妻。
- ギャツビーの母: チェリー・ジョーンズ - ギャツビーとは不仲。
- ハンター・ウェルズ: ウィル・ロジャース - ギャツビーの兄。婚約者リリーと別れたがっている。
- テリー: ケリー・ロールバッハ（英語版） - 娼婦。
- ティファニー: スキ・ウォーターハウス - フランシスコの恋人の女優。
- ジョシュ・ルーミス: グリフィン・ニューマン（英語版） - ギャツビーの友人。大学の課題で映画撮影中。

## 製作
2017年8月、ウディ・アレンが監督・脚本を務める新作にティモシー・シャラメ、エル・ファニング、セレーナ・ゴメスが出演すると報じられた。アレンの前作『女と男の観覧車』と同様に製作をレッティ・アロンソン、配給をアマゾン・スタジオが務めるとも報じられた。2017年9月、ジュード・ロウがキャストに加わった。同月、ディエゴ・ルナ、リーヴ・シュレイバー、アナリー・アシュフォード、レベッカ・ホール、チェリー・ジョーンズ、ウィル・ロジャース、ケリー・ロールバッハがキャストに加わった。2017年10月、スキ・ウォーターハウスがキャストに加わった。同月、本作のタイトルが『A Rainy Day in New York』に決定した。

### 撮影
主要な撮影は、2017年9月11日にニューヨークで開始し、2017年10月23日に終了した。

## 論争と米国公開中止
2017年、映画プロデューサーのハーヴェイ・ワインスタインが数々のハリウッド女優にセクシャルハラスメント行為や性的暴行を加えていたことが数人の女優から告発されたことにより、#MeToo運動などの女性の権利向上の運動がインターネットなどのメディア上で巻き起こり、ハリウッドの男性たちの女性に対するセクハラ行為や性的暴行が次々と告発された。本作監督のアレンは、1992年に、当時交際していた女優のミア・ファローから養女への性的虐待で訴えられ、警察の捜査の結果、証拠不十分で不起訴となっていたが、この件が再び問題となった。
2017年10月、グリフィン・ニューマンがTwitterを通して、本作に出演したことを後悔し、今後一切アレンと仕事をしないとの声明を発表した。ニューマンは本作のギャラ全額をRAINNに寄付した。2018年1月、レベッカ・ホールはInstagramを通して、ニューマンと同様に、本作への出演の後悔と今後一切のアレンとの仕事を拒否する声明を発表した。ホールは本作のギャラ全額をTime's Up基金に寄付した。同月、ティモシー・シャラメは自身のInstagramで、アレンへの批判は避けたものの、本作への出演で報酬を得ることを望まない意向を発表し、本作のギャラ全額をTime's Up基金、RAINN, ニューヨークのLGBTセンターに寄付した。のちにセレーナ・ゴメスは、本作での出演料を100万ドルほど上回る額をTime's Up基金に寄付した。2018年3月、エル・ファニングも本作への出演を後悔する声明を発表した。ファニングの出演料は具体的に明らかにはなっていないが、Time's Up基金に寄付をしたことを明らかにした。
一方で、本作には出演していないがアレンの作品の常連俳優だったスカーレット・ヨハンソンは騒動への言及は避けたものの、「私はアレンが大好きよ。彼とはいつでも仕事をするわ。」と発言し、同じく常連俳優だったダイアン・キートンも「私は彼の無実を信じ続ける」と疑惑を否定している。
製作のアマゾン・スタジオは批判を受けて本作のアメリカでの上映を無期限延期を決定し、アレンとの4本の映画製作の契約をキャンセルした。アレンはこれを不服として、2018年2月に同スタジオを契約不履行で訴え、6800万ドルの訴訟で和解。和解条件は明らかにされていない。その後、アレンの会社グラビエ・プロダクションは2019年の秋に本作の国際配給権を獲得し、ギリシャ、リトアニア、スペイン、ニュージーランド、フランス、日本など各国で公開され、2020年6月現在世界中で2117万ドル（約23億1100万円）の収益を上げた。アメリカでの公開は延期されたままだが、DVD・Blu-ray Discは販売されている。

## 作品の評価
Rotten Tomatoesによれば、批評家の一致した見解は「卓越したキャストが中途半端な脚本を大いに補っているが、『レイニーデイ・イン・ニューヨーク』はウディ・アレンの最高の出来には程遠い。」であり、103件の評論のうち高評価は46%にあたる47件で、平均点は10点満点中5.40点となっている。
Metacriticによれば、18件の評論のうち、高評価は2件、賛否混在は10件、低評価は6件で、平均点は100点満点中38点となっている。